# Audace Foot-Ball Club 1921-1922
Questa voce raccoglie le informazioni riguardanti l'Audace Foot-Ball Club nelle competizioni ufficiali della stagione 1921-1922.

## Stagione
Per l'Audace di Taranto la stagione 1921-1922 è la prima disputata in un campionato ufficiale, organizzato nel 1921 dalla Confederazione Calcistica Italiana (CCI), scissa dalla FIGC. Al girone pugliese di Prima Divisione, la massima serie dell'epoca, partecipa anche la concittadina rivale Pro Italia.
I rossi concludono il raggruppamento pugliese a quattro squadre, al primo posto con 9 punti, uno di distacco dai cugini proitaliani, totalizzati per effetto di una sconfitta, 2-0 a Bari contro il Liberty, un pareggio e 4 vittorie. I derby tarantini hanno visto gli audaciani prevalere, per mezzo di un 2-2 all'andata e una vittoria 2-1 al ritorno.
Qualificatisi quindi alla fase finale di Lega Sud, i rossi battono 1-0 il Palermo nel primo turno a Napoli, il 21 maggio 1922 (rete di Lo Prieno al 43º minuto del primo tempo); nella semifinale di Roma del 28 maggio, subiscono il 4-1 ad opera della romana Fortitudo, dopo aver abbandonato il campo di gioco all'82º minuto per protesta.
Il 17 aprile 1922, il club rosso ha ospitato il Milan Football Club, sfidandolo in amichevole con una propria selezione e perdendo il match per 0-4. L'arbitro è stato Colombo di Milano, le formazioni sono state: Audace - Pierri, Mastrocinque e Russo, Sardella, Scotti e Dalmaso, Lo Prieno, Gallo, Padoan, Manzoni e Muso; Milan - Binda, Soldati e Bronzini, Morandi, Soldera e Lovati, Della Noce, De Franceschini, Poggia, Zacchi e Loiacono. Il cronista del Corriere delle Puglie lamenta un impegno non molto alto della formazione locale e lo schieramento di una formazione che, a suo dire, non è la migliore disponibile.

## Rosa
Fonti per i ruoli
| N. |                   | Ruolo | Calciatore             |
| -- | ----------------- | ----- | ---------------------- |
|    | Italia (bandiera) | P     | Luigi Coretti          |
|    | Italia (bandiera) | P     | Lugli                  |
|    | Italia (bandiera) | P     | Pierri                 |
|    | Italia (bandiera) | ?     | Bonivento              |
|    | Italia (bandiera) | ?     | Bugni                  |
|    | Italia (bandiera) | ?     | Carrano I              |
|    | Italia (bandiera) | ?     | Carrano II             |
|    | Italia (bandiera) | C     | Dalmaso                |
|    | Italia (bandiera) | ?     | Nicola De Lorenzo (II) |
|    | Italia (bandiera) | ?     | Galletti               |
|    | Italia (bandiera) | A     | Gallina                |
|    | Italia (bandiera) | A     | Gallo                  |
|    | Italia (bandiera) | ?     | Giorgi                 |
|    | Italia (bandiera) | A     | Lo Prieno I            |

| N. |                   | Ruolo | Calciatore         |
| -- | ----------------- | ----- | ------------------ |
|    | Italia (bandiera) | A     | Manzoni (capitano) |
|    | Italia (bandiera) | ?     | Marconi IV         |
|    | Italia (bandiera) | ?     | Martorello         |
|    | Italia (bandiera) | ?     | Morelli            |
|    | Italia (bandiera) | C     | Riccardo Mottola   |
|    | Italia (bandiera) | A     | Padoan             |
|    | Italia (bandiera) | D     | Palermi            |
|    | Italia (bandiera) | ?     | Piccolo            |
|    | Italia (bandiera) | C     | Rossi              |
|    | Italia (bandiera) | D     | Russo              |
|    | Italia (bandiera) | C     | Giovanni Sardella  |
|    | Italia (bandiera) | ?     | Sarnataro          |
|    | Italia (bandiera) | C     | Giuseppe Scotti    |

## Risultati

### Prima Divisione

#### Girone di andata
| Taranto 11 dicembre 1921 | Pro Italia | 2 – 2 | Audace Taranto | Campo allievi operai Arsenale M. M. |

| Taranto 18 dicembre 1921 | Audace Taranto   | 3 – 1 | Liberty | Campo allievi operai Arsenale M. M.\| Arbitro: \| Argento (Napoli) \| |
| Arbitro:                 | Argento (Napoli) |       |         |                                                                       |

| Taranto 8 gennaio 1922 | Veloce Taranto | 0 – 5 | Audace Taranto | Campo allievi operai Arsenale M. M. |

#### Girone di ritorno
| Taranto 19 febbraio 1922 | Audace Taranto | 4 – 1 | Veloce Taranto | Campo allievi operai Arsenale M. M. |

| Bari 29 gennaio 1922                                                  | Liberty   | 2 – 0 | Audace Taranto | Campo San Lorenzo |
| \| \| \| \| \| Mastroserio p.t.’ Simontacchi s.t.’ \| Marcatori \| \| |           |       |                |                   |
|                                                                       |           |       |                |                   |
| Mastroserio p.t.’ Simontacchi s.t.’                                   | Marcatori |       |                |                   |

| Taranto 5 febbraio 1922 | Audace Taranto | 2 – 1 | Pro Italia | Campo allievi operai Arsenale M. M. |

### Finali di Lega

#### Primo turno
| Napoli 21 maggio 1922                              | Audace Taranto | 1 – 0 | Palermo |  |
| \| \| \| \| \| Lo Prieno I. 43’ \| Marcatori \| \| |                |       |         |  |
|                                                    |                |       |         |  |
| Lo Prieno I. 43’                                   | Marcatori      |       |         |  |

#### Semifinale
| Roma 28 maggio 1922                                                                          | Fortitudo | 4 – 1   | Audace Taranto |  |
| \| \| \| \| \| Bianchi 20’, Bianchi st’, Bianchi st’ Bramante st’ \| Marcatori \| Manzoni \| |           |         |                |  |
|                                                                                              |           |         |                |  |
| Bianchi 20’, Bianchi st’, Bianchi st’ Bramante st’                                           | Marcatori | Manzoni |                |  |

## Statistiche

### Statistiche di squadra
| Competizione | Punti | In casa | In casa | In casa | In casa | In casa | In casa | In trasferta | In trasferta | In trasferta | In trasferta | In trasferta | In trasferta | neutro | neutro | neutro | neutro | neutro | neutro | Totale | Totale | Totale | Totale | Totale | Totale | D.R. |
| Competizione | Punti | G       | V       | N       | P       | Gf      | Gs      | G            | V            | N            | P            | Gf           | Gs           | G      | V      | N      | P      | Gf     | Gs     | G      | V      | N      | P      | Gf     | Gs     | D.R. |
| ------------ | ----- | ------- | ------- | ------- | ------- | ------- | ------- | ------------ | ------------ | ------------ | ------------ | ------------ | ------------ | ------ | ------ | ------ | ------ | ------ | ------ | ------ | ------ | ------ | ------ | ------ | ------ | ---- |
| Campionato   | 9     | 3       | 3       | 0       | 0       | 9       | 3       | 3            | 1            | 1            | 1            | 7            | 4            | 2      | 1      | 0      | 1      | 2      | 4      | 8      | 5      | 1      | 2      | 18     | 11     | +7   |